# Kvalspelet till Europamästerskapet i fotboll 1976 (grupp 4)
Kvalspelet till Europamästerskapet i fotboll 1976 (grupp 4) spelades mellan den 25 september 1974 och 17 december 1975

## Tabell
| Nr | Lag ( )   | S | V | O | F | GM | IM | MS  | P |
| -- | --------- | - | - | - | - | -- | -- | --- | - |
| 1  | Spanien   | 6 | 3 | 3 | 0 | 10 | 6  | +4  | 9 |
| 2  | Rumänien  | 6 | 1 | 5 | 0 | 11 | 6  | +5  | 7 |
| 3  | Skottland | 6 | 2 | 3 | 1 | 8  | 6  | +2  | 7 |
| 4  | Danmark   | 6 | 0 | 1 | 5 | 3  | 14 | −11 | 1 |

## Matcher
|             | 25 september 1974 | Danmark                    | 1 – 2           | Spanien                                             | Idrætsparken | |
| 19:00 UTC+1 | 19:00 UTC+1       | Kristen Nygaard 48′ (str.) | (0 – 2) Rapport | 27′ (str.) José Claramunt 40′ Juan Roberto Martínez | Köpenhamn Publik: 27 300<refname="Rsssf">{{Webbref\|url=http://www.rsssf.com/tables/76e-fulldet.html%7Ctitel=EuropeanChampionship1 976(Details)\|hämtdatum=15juli2 017\|utgivare=Rsssf}}</ref> Domare: John Carpenter (Irland) | Köpenhamn Publik: 27 300<refname="Rsssf">{{Webbref\|url=http://www.rsssf.com/tables/76e-fulldet.html%7Ctitel=EuropeanChampionship1 976(Details)\|hämtdatum=15juli2 017\|utgivare=Rsssf}}</ref> Domare: John Carpenter (Irland) |
| 19:00 UTC+1 | 19:00 UTC+1       |                            |                 |                                                     | Köpenhamn Publik: 27 300<refname="Rsssf">{{Webbref\|url=http://www.rsssf.com/tables/76e-fulldet.html%7Ctitel=EuropeanChampionship1 976(Details)\|hämtdatum=15juli2 017\|utgivare=Rsssf}}</ref> Domare: John Carpenter (Irland) | Köpenhamn Publik: 27 300<refname="Rsssf">{{Webbref\|url=http://www.rsssf.com/tables/76e-fulldet.html%7Ctitel=EuropeanChampionship1 976(Details)\|hämtdatum=15juli2 017\|utgivare=Rsssf}}</ref> Domare: John Carpenter (Irland) |
| 19:00 UTC+1 | 19:00 UTC+1       |                            |                 |                                                     | Köpenhamn Publik: 27 300<refname="Rsssf">{{Webbref\|url=http://www.rsssf.com/tables/76e-fulldet.html%7Ctitel=EuropeanChampionship1 976(Details)\|hämtdatum=15juli2 017\|utgivare=Rsssf}}</ref> Domare: John Carpenter (Irland) | Köpenhamn Publik: 27 300<refname="Rsssf">{{Webbref\|url=http://www.rsssf.com/tables/76e-fulldet.html%7Ctitel=EuropeanChampionship1 976(Details)\|hämtdatum=15juli2 017\|utgivare=Rsssf}}</ref> Domare: John Carpenter (Irland) |

|             | 13 oktober 1974 | Danmark | 0 – 0           | Rumänien | Idrætsparken                                                                        |                                                                                     |
| 13:30 UTC+1 | 13:30 UTC+1     |         | (0 – 0) Rapport |          | Köpenhamn Publik: 15 700<refname="Rsssf"/> Domare: Ferdinand Biwersi (Västtyskland) | Köpenhamn Publik: 15 700<refname="Rsssf"/> Domare: Ferdinand Biwersi (Västtyskland) |
| 13:30 UTC+1 | 13:30 UTC+1     |         |                 |          | Köpenhamn Publik: 15 700<refname="Rsssf"/> Domare: Ferdinand Biwersi (Västtyskland) | Köpenhamn Publik: 15 700<refname="Rsssf"/> Domare: Ferdinand Biwersi (Västtyskland) |
| 13:30 UTC+1 | 13:30 UTC+1     |         |                 |          | Köpenhamn Publik: 15 700<refname="Rsssf"/> Domare: Ferdinand Biwersi (Västtyskland) | Köpenhamn Publik: 15 700<refname="Rsssf"/> Domare: Ferdinand Biwersi (Västtyskland) |

|             | 20 november 1974 | Skottland         | 1 – 2           | Spanien        | Hampden Park                                                                |                                                                             |
| 20:00 UTC±0 | 20:00 UTC±0      | Billy Bremner 10′ | (1 – 1) Rapport | 36′, 60′ Quini | Glasgow Publik: 92 000<refname="Rsssf"/> Domare: Erich Linemayr (Österrike) | Glasgow Publik: 92 000<refname="Rsssf"/> Domare: Erich Linemayr (Österrike) |
| 20:00 UTC±0 | 20:00 UTC±0      |                   |                 |                | Glasgow Publik: 92 000<refname="Rsssf"/> Domare: Erich Linemayr (Österrike) | Glasgow Publik: 92 000<refname="Rsssf"/> Domare: Erich Linemayr (Österrike) |
| 20:00 UTC±0 | 20:00 UTC±0      |                   |                 |                | Glasgow Publik: 92 000<refname="Rsssf"/> Domare: Erich Linemayr (Österrike) | Glasgow Publik: 92 000<refname="Rsssf"/> Domare: Erich Linemayr (Österrike) |

|             | 5 maj 1975  | Spanien            | 1 – 1           | Skottland     | Estadio Luis Casanova                                                       |                                                                             |
| 20:30 UTC+1 | 20:30 UTC+1 | Alfredo Megido 67′ | (0 – 1) Rapport | 1′ Joe Jordan | Valencia Publik: 60 000<refname="Rsssf"/> Domare: Alfred Delcourt (Belgien) | Valencia Publik: 60 000<refname="Rsssf"/> Domare: Alfred Delcourt (Belgien) |
| 20:30 UTC+1 | 20:30 UTC+1 |                    |                 |               | Valencia Publik: 60 000<refname="Rsssf"/> Domare: Alfred Delcourt (Belgien) | Valencia Publik: 60 000<refname="Rsssf"/> Domare: Alfred Delcourt (Belgien) |
| 20:30 UTC+1 | 20:30 UTC+1 |                    |                 |               | Valencia Publik: 60 000<refname="Rsssf"/> Domare: Alfred Delcourt (Belgien) | Valencia Publik: 60 000<refname="Rsssf"/> Domare: Alfred Delcourt (Belgien) |

|             | 17 april 1975 | Spanien             | 1 – 1           | Rumänien          | Santiago Bernabéu                                                               |                                                                                 |
| 20:30 UTC+1 | 20:30 UTC+1   | Manuel Velázquez 5′ | (1 – 0) Rapport | 70′ Zoltan Crișan | Madrid Publik: 100 000<refname="Rsssf"/> Domare: Charles Corver (Nederländerna) | Madrid Publik: 100 000<refname="Rsssf"/> Domare: Charles Corver (Nederländerna) |
| 20:30 UTC+1 | 20:30 UTC+1   |                     |                 |                   | Madrid Publik: 100 000<refname="Rsssf"/> Domare: Charles Corver (Nederländerna) | Madrid Publik: 100 000<refname="Rsssf"/> Domare: Charles Corver (Nederländerna) |
| 20:30 UTC+1 | 20:30 UTC+1   |                     |                 |                   | Madrid Publik: 100 000<refname="Rsssf"/> Domare: Charles Corver (Nederländerna) | Madrid Publik: 100 000<refname="Rsssf"/> Domare: Charles Corver (Nederländerna) |

|             | 11 maj 1975 | Rumänien                                                                          | 6 – 1           | Danmark        | Stadionul Național                                                             |                                                                                |
| 17:00 UTC+2 | 17:00 UTC+2 | Dudu Georgescu 28′, 76′ Zoltan Crișan 40′, 59′ Mircea Lucescu 83′ Cornel Dinu 85′ | (2 – 0) Rapport | 86′ Peter Dahl | Bukarest Publik: 60 000<refname="Rsssf"/> Domare: Nikolaos Zlatanos (Grekland) | Bukarest Publik: 60 000<refname="Rsssf"/> Domare: Nikolaos Zlatanos (Grekland) |
| 17:00 UTC+2 | 17:00 UTC+2 |                                                                                   |                 |                | Bukarest Publik: 60 000<refname="Rsssf"/> Domare: Nikolaos Zlatanos (Grekland) | Bukarest Publik: 60 000<refname="Rsssf"/> Domare: Nikolaos Zlatanos (Grekland) |
| 17:00 UTC+2 | 17:00 UTC+2 |                                                                                   |                 |                | Bukarest Publik: 60 000<refname="Rsssf"/> Domare: Nikolaos Zlatanos (Grekland) | Bukarest Publik: 60 000<refname="Rsssf"/> Domare: Nikolaos Zlatanos (Grekland) |

|             | 1 juni 1965 | Rumänien           | 1 – 1           | Skottland          | Stadionul Național                                                         |                                                                            |
| 17:30 UTC+2 | 17:30 UTC+2 | Dudu Georgescu 21′ | (1 – 0) Rapport | 89′ Gordon McQueen | Bukarest Publik: 80 000<refname="Rsssf"/> Domare: Ertugrul Dilek (Turkiet) | Bukarest Publik: 80 000<refname="Rsssf"/> Domare: Ertugrul Dilek (Turkiet) |
| 17:30 UTC+2 | 17:30 UTC+2 |                    |                 |                    | Bukarest Publik: 80 000<refname="Rsssf"/> Domare: Ertugrul Dilek (Turkiet) | Bukarest Publik: 80 000<refname="Rsssf"/> Domare: Ertugrul Dilek (Turkiet) |
| 17:30 UTC+2 | 17:30 UTC+2 |                    |                 |                    | Bukarest Publik: 80 000<refname="Rsssf"/> Domare: Ertugrul Dilek (Turkiet) | Bukarest Publik: 80 000<refname="Rsssf"/> Domare: Ertugrul Dilek (Turkiet) |

|             | 3 september 1975 | Danmark | 0 – 1           | Skottland      | Idrætsparken                                                               |                                                                            |
| 19:00 UTC+1 | 19:00 UTC+1      |         | (0 – 0) Rapport | 51′ Joe Harper | Köpenhamn Publik: 40 300<refname="Rsssf"/> Domare: Robert Schaut (Belgien) | Köpenhamn Publik: 40 300<refname="Rsssf"/> Domare: Robert Schaut (Belgien) |
| 19:00 UTC+1 | 19:00 UTC+1      |         |                 |                | Köpenhamn Publik: 40 300<refname="Rsssf"/> Domare: Robert Schaut (Belgien) | Köpenhamn Publik: 40 300<refname="Rsssf"/> Domare: Robert Schaut (Belgien) |
| 19:00 UTC+1 | 19:00 UTC+1      |         |                 |                | Köpenhamn Publik: 40 300<refname="Rsssf"/> Domare: Robert Schaut (Belgien) | Köpenhamn Publik: 40 300<refname="Rsssf"/> Domare: Robert Schaut (Belgien) |

|             | 12 oktober 1975 | Spanien                       | 2 – 0           | Danmark | Camp Nou                                                               |                                                                        |
| 20:30 UTC+1 | 20:30 UTC+1     | Pirri 40′ José Luis Capón 85′ | (1 – 0) Rapport |         | Barcelona Publik: 20 000<refname="Rsssf"/> Domare: Paul Bonett (Malta) | Barcelona Publik: 20 000<refname="Rsssf"/> Domare: Paul Bonett (Malta) |
| 20:30 UTC+1 | 20:30 UTC+1     |                               |                 |         | Barcelona Publik: 20 000<refname="Rsssf"/> Domare: Paul Bonett (Malta) | Barcelona Publik: 20 000<refname="Rsssf"/> Domare: Paul Bonett (Malta) |
| 20:30 UTC+1 | 20:30 UTC+1     |                               |                 |         | Barcelona Publik: 20 000<refname="Rsssf"/> Domare: Paul Bonett (Malta) | Barcelona Publik: 20 000<refname="Rsssf"/> Domare: Paul Bonett (Malta) |

|             | 29 oktober 1975 | Skottland                                             | 3 – 1           | Danmark          | Hampden Park                                                        |                                                                     |
| 20:00 UTC±0 | 20:00 UTC±0     | Kenny Dalglish 47′ Bruce Rioch 53′ Ted MacDougall 60′ | (0 – 1) Rapport | 15′ Lars Bastrup | Glasgow Publik: 50 000<refname="Rsssf"/> Domare: Rolf Nyhus (Norge) | Glasgow Publik: 50 000<refname="Rsssf"/> Domare: Rolf Nyhus (Norge) |
| 20:00 UTC±0 | 20:00 UTC±0     |                                                       |                 |                  | Glasgow Publik: 50 000<refname="Rsssf"/> Domare: Rolf Nyhus (Norge) | Glasgow Publik: 50 000<refname="Rsssf"/> Domare: Rolf Nyhus (Norge) |
| 20:00 UTC±0 | 20:00 UTC±0     |                                                       |                 |                  | Glasgow Publik: 50 000<refname="Rsssf"/> Domare: Rolf Nyhus (Norge) | Glasgow Publik: 50 000<refname="Rsssf"/> Domare: Rolf Nyhus (Norge) |

|             | 16 november 1975 | Rumänien                                        | 2 – 2           | Spanien                               | Stadionul Național                                                                    |                                                                                       |
| 14:00 UTC+2 | 14:00 UTC+2      | Dudu Georgescu 72′ (str.) Anghel Iordănescu 80′ | (0 – 1) Rapport | 38′ Ángel María Villar 56′ Santillana | Bukarest Publik: 50 000<refname="Rsssf"/> Domare: Hans-Joachim Weyland (Västtyskland) | Bukarest Publik: 50 000<refname="Rsssf"/> Domare: Hans-Joachim Weyland (Västtyskland) |
| 14:00 UTC+2 | 14:00 UTC+2      |                                                 |                 |                                       | Bukarest Publik: 50 000<refname="Rsssf"/> Domare: Hans-Joachim Weyland (Västtyskland) | Bukarest Publik: 50 000<refname="Rsssf"/> Domare: Hans-Joachim Weyland (Västtyskland) |
| 14:00 UTC+2 | 14:00 UTC+2      |                                                 |                 |                                       | Bukarest Publik: 50 000<refname="Rsssf"/> Domare: Hans-Joachim Weyland (Västtyskland) | Bukarest Publik: 50 000<refname="Rsssf"/> Domare: Hans-Joachim Weyland (Västtyskland) |

|             | 17 december 1975 | Skottland       | 1 – 1           | Rumänien          | Hampden Park                                                                |                                                                             |
| 20:00 UTC±0 | 20:00 UTC±0      | Bruce Rioch 40′ | (1 – 0) Rapport | 73′ Zoltan Crișan | Glasgow Publik: 11 375<refname="Rsssf"/> Domare: Adolf Prokop (Östtyskland) | Glasgow Publik: 11 375<refname="Rsssf"/> Domare: Adolf Prokop (Östtyskland) |
| 20:00 UTC±0 | 20:00 UTC±0      |                 |                 |                   | Glasgow Publik: 11 375<refname="Rsssf"/> Domare: Adolf Prokop (Östtyskland) | Glasgow Publik: 11 375<refname="Rsssf"/> Domare: Adolf Prokop (Östtyskland) |
| 20:00 UTC±0 | 20:00 UTC±0      |                 |                 |                   | Glasgow Publik: 11 375<refname="Rsssf"/> Domare: Adolf Prokop (Östtyskland) | Glasgow Publik: 11 375<refname="Rsssf"/> Domare: Adolf Prokop (Östtyskland) |